# Араван (Араванский район)
Араван (кирг. Араван) — административный центр Араванского района Ошской области Кыргызстанa. Расположен на Великом шёлковом пути.
Специализация — пищевая, лёгкая и мукомольная промышленность. Большинство населения являются мусульманами.
До границы с Узбекистаном — 5 км. Окружён сельскохозяйственными угодьями. Среди археологов Араван известен своими древними наскальными рисунками, изображающими знаменитых коней Ферганской долины.

## Небесные конидревней Ферганы
Посёлок Араван, расположенный рядом со столицей юга Кыргызстана городом Ош, известен наскальными рисунками, запечатлевшими «небесных коней» Ферганской долины, которых считают[кто?] предками лучших пород азиатских иноходцев.
Руины древнего городища, находящиеся неподалёку от Аравана в Ошской области Кыргызстана, некоторые исследователи считают остатками одной из столиц Давани.
В окрестных горах существует множество наскальных изображений домашних животных, по облику полностью соответствующих описанию легендарных «небесных коней».

## Массив Тоо-Моюн
Массив Туя-Моюн известен рудным и нерудным низкотемпературным и гидротермальным палеокарстом. Река Араван прорезает массив в центральной его части, образуя узкий Каньон Данги глубиной около 300 м.

## Пещера Чиль-Устун
Пещера Чиль-Устун находится в междуречье Аравана и Ак-Бууры, в небольшом горном массиве карстовой породы возле пионерского лагеря Чарбак.
Они сложены из осадочных пород палеозойского периода (возраст — 350 млн лет). Вершина горы Чиль-Устун поднимается над долиной на 425 метров.
Пещера Чиль-Устун имеет протяжённость 380 метров и состоит из трёх просторных залов, соединённых узкими коридорами. Очень впечатляет третий зал, длина которого более 100 м, высота — более 20 м, а ширина отдельных участков достигает 50 м. Зал подпирают сверкающие от влаги и света колонны. Стены увешаны кристаллами и каменными кружевами.

## Каньон Данги
Он представлен трещинами, расширенными растворением, и небольшими нишами. Крупные подземные формы представлены пятью пещерами:
- Аджиадар-Ункур (пещера дракона),
- Большая Баритовая,
- Сюрприз,
- Пещера Ферсмана,
- Чон-Чункур.

## Футбольный клуб «Ак-Жол»
Футбольная команда города Аравана называлась «Ак-Жол». Клуб выбыл из числа участников Высшей лиги Кыргызстана из-за политических беспорядков в апреле 2010 года.
Лучшим достижением местной команды стал выход в полуфинал Кубка независимости Кыргызстана в 2005 году.

## Памятники
- Самолёт-памятник МиГ-21. Посвящён участникам боевых действий в Баткенской области, сражавшимся против бандформирований (1999—2000 годы). Открыт 20 мая 2013 года[5];
- Танк-памятник Т-34-85. Памятник посвящен председателю колхоза "Бирлик" Сайдахматову Азамхану, подарившему танк Красной Армии. На памятнике расположена табличка с текстом личной благодарности от И.В.Сталина [6]